# ريتشارد توميتا
ريتشارد توميتا (بالإنجليزية: Richard Tomita)‏ هو رباع أمريكي، ولد في 8 يوليو 1927.

## وصلات خارجية
- ريتشارد توميتا على موقع أوليمبيديا (الإنجليزية)